# Água superficial

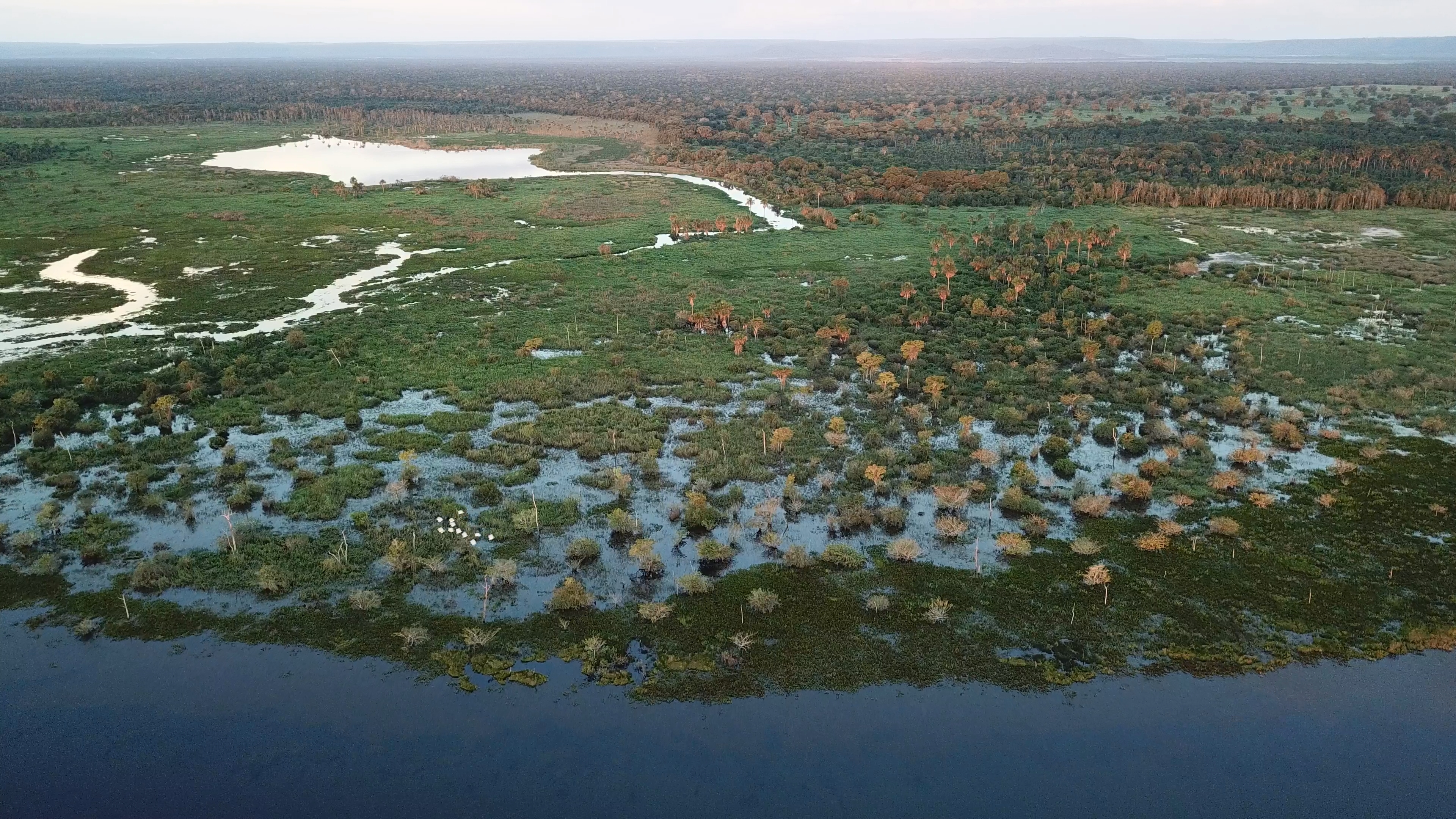
O pantanal é uma área com água superficial em abundância derivada das chuvas

Águas superficiais ou água de superfície são águas que, ao contrário das águas subterrâneas, não penetram no solo, acumulam-se na superfície da Terra, escoam pelas chuvas ou pela ressurgência das águas subterrâneas e dão origem a rios, lagoas, lagos, zonas úmidas e córregos. Por esta razão, elas são consideradas uma das principais fontes de abastecimento de água potável do planeta.
Os níveis de água superficial diminuem como resultado da evaporação, bem como a água que se move para o solo tornando-se lençol freático. Além de ser usada para água potável, a água de superfície também é usada para irrigação, tratamento de águas residuais, pecuária, usos industriais, energia hidrelétrica e recreação.